# Pseudotomentella humicola
Pseudotomentella humicola är en svampart som beskrevs av M.J. Larsen 1968. Pseudotomentella humicola ingår i släktet Pseudotomentella och familjen Thelephoraceae.   Inga underarter finns listade i Catalogue of Life.